# Jean-Jacques-Daniel Guillemeau
Jean-Jacques-Daniel Guillemeau (* 1736 in Niort; † 18. Oktober 1823 ebenda) war ein französischer Arzt.

## Leben
Getreu der 200-jährigen Familientradition widmete Jean-Jacques-Daniel Guillemeau sich dem Studium der Medizin. Nach Beendigung seiner Studien bereiste er zur Vervollkommnung seiner wissenschaftlichen Ausbildung England und Italien, in welchen Ländern er mit ausgezeichneten Gelehrten in andauernde Verbindung trat. Auch erlernte er die alten Sprachen und mehrere lebende Fremdsprachen. Er war einige Zeit lang Militärarzt und ließ sich dann als Arzt in seiner Vaterstadt nieder.
Guillemeau gehörte in der Revolutionszeit zu den liberal Gesinnten, wurde 1793 Maire von Niort und bewährte seinen Patriotismus entschieden in den Kämpfen in der Vendée. Er begründete das Athenäum von Niort, dem er einige Jahre als Präsident vorstand. Seine ansehnliche, mehr als 3000 Bücher umfassende Bibliothek ging nach seinem Tod 1823 in das Eigentum seiner Heimatstadt über.
Guillemeau hinterließ mehrere ungedruckte Manuskripte, darunter zwei medizinische Schriften (Nosologie méthodique, ou classification de toutes les maladies qui affligent l’espèce humaine, Mémoire sur la manière de guérir à volonté les fièvres intermittent), eine Geschichte der Stadt Niort sowie u. a.:
- Jeanne de Fouquet, ou le siège de Beauvais, fünfaktige Tragödie in Versen
- Histoire des Sommeils extrêmement longs, avec leurs causes
- Vies de la Comtesse de Caylus, d’Isaac de Beausobre et de quelques autres personnages nés à Niort
- Notice sur la famille de Théodore-Agrippa d’Aubigné (Großvater der Madame de Maintenon)

Seine veröffentlichten Arbeiten sind insgesamt nichtmedizinischen Inhalts und im Ganzen von untergeordnetem Wert:
- Mémoire sur l’Égypte et la Guyane
- Moyens pour cultiver avec succès la garance dans le département des Deux-Sèvres
- Conjecture sur le but, les motifs et la destination du monument souterrain découvert à Niort, hors de la porte Saint-Gelais, en 1818
- Mémoire sur les chats (empfiehlt das Halten von Schlangen statt der Katzen)
- Notice sur Jacques Gateau de Niort, mort en 1628, prêtre de l’Oratoire, et sur ses divers établissements dans les villes de Niort et de La Rochelle